# Trisquel
Trisquel (offiziell Trisquel GNU/Linux) ist eine von Ubuntu abgeleitete Linux-Distribution. Das Projekt zielt darauf ab, ein Betriebssystem ausschließlich aus Freier Software herzustellen, d. h. ohne proprietäre Treiber oder Firmware auszukommen. Es nutzt eine Version des Ubuntu-Kernels, bei dem unfreier Code wie z. B. Binärblobs entfernt wurde. Trisquel ist ein von der Gemeinschaft angetriebenes Non-Profit-Projekt, das sich durch Spenden finanziert. Das Logo ist eine keltische Triskele. Trisquel wird von der Free Software Foundation als eine Distribution gelistet, die nur freie Software enthält.

## Übersicht
Es gibt vier Basisversionen von Trisquel.
Quellpakete für alle Trisquel-Versionen sind als 3-GB-DVD-ISO-Abbild zum Download verfügbar.
Es werden die CPU-Architekturen IA-32 und x64 unterstützt, die einen Freie Software kompatiblen Chipsatz enthalten.

### Trisquel
Die Standard-Trisquel-Distribution beinhaltet die Desktop-Umgebung MATE und 50 vorinstallierte Sprachen auf einem 2,5 GB Live-DVD-ISO-Abbild.

### Trisquel Mini
Diese Version wurde entwickelt, um auf schwacher oder älterer Hardware zu laufen. Sie nutzt die Desktop-Umgebung LXDE, die nur wenig Arbeitsspeicher belegt. Sie wird mit Englisch und Spanisch vorinstalliert und auf einem 600 MB großen Live-CD-ISO-Abbild angeboten.

### Trisquel Sugar TOAST
Basiert auf der Sugar-Lernumgebung, eine freie grafische Benutzeroberfläche, die für Schüler und interaktives Lernen entwickelt wurde. Es ist seit Trisquel 7.0 LTS verfügbar und wird auf einem 500 MB großen Live-CD-ISO-Abbild bereitgestellt.

### Trisquel NetInstall
Beinhaltet ein minimales, textbasiertes Netzwerkinstallationsprogramm, um übrige Pakete über das Internet nachzuladen, und wird auf einem 25 MB großen CD-ISO-Abbild bereitgestellt.

## Geschichte
Das Projekt begann 2004 mit Förderung der Universität von Vigo für die Unterstützung der galicischen Sprache in Lernsoftware und wurde im April 2005 von Richard Stallman, dem Gründer des GNU-Projekts, offiziell vorgestellt.
2008 wurde Trisquel nach den GNU FSDG in die Liste der Freien GNU/Linux-Distributionen aufgenommen.
Im November 2014 wurde mit der Veröffentlichung der Version 7.0 LTS die Website erneuert und der Gemeinschaft die Mitarbeit beim Entwicklungsprozess durch Code-Tracker und neues Build-System erleichtert.

## Rezeption
Jesse Smith von DistroWatch rezensierte Version 4.0, „Taranis“, und beschrieb sie als ausgestaltet und verlässlich. Schwierigkeiten mit der Entfernung von Software stellte er als Hauptproblem der Ausgabe dar. Smith lobte Trisquel als Betriebssystem, das auch Nutzbarkeit zeige, anstatt nur mit Kriterien freier Software im Einklang zu stehen.
Jim Lynch von Linux Desktop Reviews bezeichnete die 5.5 Version, „Brigantia“, als „gut angeordnet und gut entwickelt“ und empfahl sie Nutzern unabhängig davon, ob sie sich dafür interessierten, nur freie Software zu nutzen oder nicht. Lynch urteilte, dass die Version für Anfänger und fortgeschrittene Nutzer geeignet sei.
Chris Fisher und Matt Hartley der Linux Action Show lobten Design, Benutzerfreundlichkeit und Hardwareunterstützung von Trisquel 5.5 und Trisquel 5.5 Mini, aber kritisierten das Trisquel-Forum als streitsüchtig und befanden, dass die Beschränkung der Firmware die Funktionstüchtigkeit drahtloser Anschlüsse einschränkt. Ihrer Ansicht nach sei die Distribution für Power-User gedacht und neue Nutzer sollten eine andere Distribution nutzen.
Katherine Noyes von PC World begutachtete Version 6.0 und hob die Langzeitunterstützung, die klassische Benutzeroberfläche und den freien Kern der Distribution hervor.
Jesse Smith von Distrowatch bezeichnete Trisquel 7.0 LTS als einfach zu installieren, angenehm zu nutzen und begegnete keinen Problemen. Trisquel schien seiner Auffassung nach so leistungsfähig zu sein wie ein kommerzielles Produkt, das nicht nach Definition der FSF als frei zu bezeichnen ist. Nutzer könnten bei der Verwendung von Hardware, die Binärblobs benötigt, Probleme begegnen, auch die Flash Unterstützung sei nicht perfekt. Andererseits sei Trisquel genauso funktional wie jede andere Mainstream-Linux-Distribution.
Der Gründer des GNU-Projektes Richard Stallman hat im Januar 2015 angegeben, dass er Trisquel auf einem ThinkPad X60 nutzt.

## Nutzung
Trisquel wird bevorzugt als vorinstalliertes Betriebssystem für Notebooks verwendet, die möglichst frei von proprietärer Software und Firmware sein sollen.
So hat die FSF im Jahr 2015 ThinkPad Notebooks mit der freien Firmware Libreboot und vorinstalliertem Trisquel in seine "Respects your Freedom" Hardware-Liste aufgenommen.
Die Firma Libiquity bietet ein modifiziertes Thinkpad X200 mit Libreboot und Trisquel 7.0 LTS an.

## Versionen
| Legende: | Ältere Version; nicht mehr unterstützt | Ältere Version; noch unterstützt | Aktuelle Version | Aktuelle Vorabversion | Zukünftige Version |

| Version  | Codename  | Veröffentlichung   | Unterstützt bis | Kernel             | Desktop-Umgebung | Basiert auf                        | Bemerkungen |
| -------- | --------- | ------------------ | --------------- | ------------------ | ---------------- | ---------------------------------- | --- |
| 1.0      | Arianrhod | 30. Januar 2007    |                 | Linux 2.6.18.6     | Gnome 2.14       | Debian 4.0                         | |
| 2.0 LTS  | Robur     | 24. Juli 2008      |                 | Linux 2.6.24       | GNOME 2.22       | Ubuntu 8.04                        | |
| 3.0 STS  | Dwyn      | 8. September 2009  |                 | Linux-libre 2.6.28 | GNOME 2.26       | Ubuntu 9.04                        | |
| 3.5 STS  | Awen      | 22. März 2010      |                 | Linux-libre 2.6.31 | GNOME 2.28       | Ubuntu 9.10                        | |
| 4.0 LTS  | Taranis   | 18. September 2010 |                 | Linux-libre 2.6.32 | GNOME 2.30       | Ubuntu 10.04 LTS                   | |
| 4.5 STS  | Slaine    | 24. März 2011      |                 | Linux-libre 2.6.35 | GNOME 2.32       | Ubuntu 10.10                       | |
| 5.0 STS  | Dagda     | 17. September 2011 |                 | Linux-libre 2.6.38 | GNOME 2.32       | Ubuntu 11.04                       | |
| 5.5 STS  | Brigantia | 16. April 2012     |                 | Linux-libre 3.0    | GNOME 3.2        | Ubuntu 11.10                       | |
| 6.0 LTS  | Toutatis  | 9. März 2013       | 2017            | Linux-libre 3.2    | GNOME 3.4        | Ubuntu 12.04 LTS                   | Verbesserung bei Barrierefreiheit, seit dieser Version nur noch LTS Veröffentlichungen mit halbjährlicher Aktualisierung. |
| 7.0 LTS  | Belenos   | 3. November 2014   | 2019            | Linux-libre 3.13   | GNOME 3.12       | Ubuntu 14.04 LTS                   | Beinhaltet Trisquel Sugar TOAST Version.                                                                                  |
| 8.0 LTS  | Flidas    | 18. April 2018     | 2021            | Linux-libre 4.4    | MATE 1.12        | Ubuntu 16.04 LTS (Xenial Xerus)    | Wechsel zu MATE Desktop, ein sparsamer Desktop, der notfalls ohne 3D-Grafikchip sowie schon mit 1 GB RAM funktioniert.    |
| 9.0 LTS  | Etiona    | 19. Oktober 2020   | 2023            | Linux-libre 4.15   | MATE 1.20        | Ubuntu 18.04 LTS (Bionic Beaver)   | |
| 10.0 LTS | Nabia     | 1. Februar 2022    | 2025            | Linux-libre 5.4    | MATE 1.24        | Ubuntu 20.04 LTS (Focal Fossa)     | |
| 11.0 LTS | Aramo     | 19. März 2023      | 2027            | Linux-libre 5.15   | MATE 1.26        | Ubuntu 22.04 LTS (Jammy Jellyfish) | Unterstützung von 64 bit ARM und POWER Architekturen.                                                                     |

Ab Version 6.0 LTS werden nur noch LTS-Versionen herausgebracht und halbjährlich aktualisiert.